# МР-513
МР-513 — пружинно-поршневая охотничья винтовка класса «Магнум». Выпускается в калибрах 4.5 и 5.5 мм, имеет паспортную энергию выстрела 25 Дж. Скорость 4.5 мм пульки — 320 м/с, а для калибра 5.5мм — 270 м/с.
Продаётся по лицензии, как – пневматическое охотничье оружие.
Имеет ложе из тонированной берёзы или бука. 
Есть крепление под оптический прицел, типа – «ласточкин хвост», шириной 11 мм.

## Конструкторы
- Вячеслав Чемовский (1968 – 2001) – конструктор винтовки МР-512/МР-512М. МР-513М стала его последней работой, которую он не успел довести до завершения.
- Валентин Чебуков – конструктор с 30-летним стажем, в его активе – разработка пистолетов ИЖ-40 (в серийном производстве с 1985 по 1990) и ИЖ-53/ИЖ-53М (производится с 1990 по настоящее время).